# هاسلاخ آندر مول
هاسلاخ آندر مول (به آلمانی: Haslach an der Mühl) یک منطقهٔ مسکونی در اتریش است که در ناحیه رورباخ واقع شده‌است. هاسلاخ آندر مول ۱۲ کیلومتر مربع مساحت دارد ۵۳۰ متر بالاتر از سطح دریا واقع شده‌است.